# Федина Софія Романівна
Софі́я Романівна Феди́на (18 лютого 1984 , Львів ) — українська співачка, телеведуча, політична і громадська діячка, член Президії Світової федерації українських лемківських об'єднань, політолог-міжнародник. Кандидат політичних наук. Доцент кафедри міжнародних зв'язків і дипломатичної служби Львівського університету ім. Франка. Народний депутат України IX скликання від партії «Європейська Солідарність».
З березня 2014 року волонтер АТО/ООС.
Лауреат Премії Кабінету Міністрів України за особливі досягнення молоді у розбудові України (2017).

## Життєпис
Народилася 18 лютого 1984 року у Львові.
1990—2000 роки — навчалася у СШ № 53 з поглибленим вивченням англійської мови. Закінчила з відзнакою.
2000—2005 роки — навчалася у Львівському національному університеті імені Івана Франка на факультеті міжнародних зв'язків. Закінчила з відзнакою, за спеціальністю політолог-міжнародник, перекладач.
В 2002—2005 роках — заступник голови Львівського крайового представництва Міжнародної молодечної громадської організації Європейський Молодечний Парламент. Як делегат від цієї організації брала участь у засіданнях Об'єднаної ради світової молоді, Оксфорд.
2001—2005 роки — член ГО «Молода дипломатія».
2006  рік — зараз — членство у Міжнародній асоціації молодих науковців політологів (IAPSS).
Липень–серпень 2004 року — навчалася у Міжнародній літній школі Віденського університету, закінчила з відзнакою.
2005—2008 роки — навчалася в аспірантурі Львівського університету ім. Франка.
Лютий–грудень 2008 року — навчалася на стипендіальній програмі польського уряду у Центрі Східноєвропейських студій Варшавського університету. Захистила дипломну роботу на тему: «Історична пам'ять як державна політика: на прикладі проблеми примирення ветеранів ОУН-УПА та радянських ветеранів».
Лютий–жовтень 2010 року — автор та ведуча політично-аналітичної програми «Погляд з Високого замку», Львівська обласна державна телерадіокомпанія.
21 травня 2010 року — захистила дисертацію на тему «Концепції миру в міжнародних зв'язках та їх реалізація» та отримала звання кандидата політичних наук.
1 січня 2022 року на народному вічі у Львові з нагоди дня народження Степана Бандери виконала пісню «Батько наш — Бандера».
1 грудня 2023 року народила дитину — хлопчика — від чоловіка, ветерана АТО та спецпризначенця 80тої бригади.
Галузь наукових зацікавлень: дослідження миру, врегулювання міжнародних конфліктів, механізми встановлення і підтримання миру.
Крім української, володіє англійською, польською, німецькою, російською, японською (середній рівень) та французькою (початковий рівень).

## Політичне переслідування
26 жовтня 2019 року Софія разом з військовою Марусею Звіробій в одній із львівських кав'ярень записала відеозвернення до Президента Володимира Зеленського, яке було розцінене органами влади як погроза життю президента.
Згодом Федина заявила, що після звернення вона почала отримувати погрози, після чого подала заяву до ГПУ та МВС.
6 лютого 2020 року Федину викликали до ДБР з метою вручити підозру щодо кримінальної справи проти неї. Заяву щодо дій Федини та Звіробій написав депутат з фракції Слуга народу Олександр Качура. Під час розслідування Федині повідомили про підозру щодо «погроз Зеленському», їй загрожувало до 5 років в'язниці.
10 березня Печерський суд Києва обрав Федині особисте зобов'язання як запобіжний захід у рамках справи про можливі погрози.
12 травня ДБР завершило розслідування, продовживши Федині запобіжний захід.

## Нагороди
- Лауреат Премії ім. Стуса 2013 року[11].
- Лауреат Премії Кабінету Міністрів України за особливі досягнення молоді у розбудові України (2017)[12].

## Політика
Народна депутатка України 9-го скликання. Член Комітету Верховної Ради з питань гуманітарної та інформаційної політики.

## Наукова діяльність
- Федина С. Р. Формування понятійно-категорійної системи у теоретичних дослідженнях миру / С. Р. Федина // Вісник Львівського Університету. Серія міжнародні відносини. — Вип. 21. — Львів, 2007. — С. 56–62.
- Федина С. Р. Теорії миру в системі наукових досліджень міжнародних відносин / С. Р. Федина // Вісник Київського Національного університету імені Тараса Шевченка. Серія Філософія. Політологія. — Вип. 87–88. — Київ, 2007. — С. 132—134.
- Мацях М. М., Федина С. Р. Механізми встановлення та підтримання миру в діяльності Організації Об'єднаних Націй / М. М. Мацях, С. Р. Федина // Вісник Львівського Університету. Серія міжнародні відносини. — Вип. 25. — Львів, 2008. — C. 47–53.
- Федина С. Р. Співвідношення концепції миру через вільну торгівлю з сучасною міжнародною політикою / С. Р. Федина // Сучасна українська політика. Політики і політологи про неї., 2010. — С. 412—421.
- Fedyna S. R. Orange Revolution as an Active Nonviolence. Ukraine on its Way to Democratization and Civil Society / S. R. Fedyna // Beyond the Borders. Ukraine and the European Neighborhood Policy. — Rzeszow, 2007. — P. 231—240.
- Fedyna S. R. Transformations of General Approach to International Relations: New Challenges and New Values / S. R. Fedyna // Crucial Problems of International Relations through the Eyes of Young Scholars. XII International Conference of Young Scholars. -Vol. 1. — Prague, 2009. — P. 197—209.
- Fedyna S. R. Peacemaking Activity of Central and Eastern European Countries as a Result of Peaceful Revolutions of the End of 20th Century / S. R. Fedyna // International Conference «Modern International Relations in Central and Eastern Europe»: abstracts. — Rivne Institute of Slavonic Studies, 8–9 December, 2006. — C. 11–12.
- Федина С. Р. Прикладне застосування теоретичних концепцій миру у міжнародних відносинах. Кореляція теоретичної та практичної площин / С. Р. Федина // Міжнародна наукова конференція «Дні Науки філософського факультету — 2008»: матеріали доповідей та виступів. — Ч. Х. — Київський національний університет імені Тараса Шевченка, 16–17 квітня 2008 р. — С. 95–97.
- Fedyna S. R. Transformation of Ukrainian Civil Society as a Result of the Orange Revolution / S. R. Fedyna // Warsaw East European Conference «Freedom and Power»: abstracts. — Warsaw, 2008. — P. 20–21.
- Федина С. Р. Практичне застосування теоретичних концепцій миру в сучасних міжнародних відносинах / С. Р. Федина // Міжнародна наукова конференція «Дні Науки філософського факультету — 2009»: матеріали доповідей та виступів. — Ч. VIII. — Київський національний університет імені Тараса Шевченка, 21–22 квітня 2009 р. — С. 130—131.

### Участь в конференціях 2011р.
- Міжвузівська науково-практична конференція, «Україна і світ: політичні, економічні та культурологічні питання», 22 грудня 2011 року, Харків
- Всеукраїнська наукова конференція «Актуальні проблеми соціально-гуманітарних наук», 17 грудня 2011 р., Дніпро
- Всеукраїнська наукова конференція"Соціальний капітал: сучасні аспекти дослідження та розвитку", 24 листопада, Львів
- Міжнародна наукова конференція ’From Decline to Rebirth of the Empire’. Conference on the 20th anniversary of the fall of the Soviet Union, 14-16 грудня, Краків, Польща

## Дискографія
Софія Федина представляє лемківську громаду на концертах і фестивалях як в Україні, так і за кордоном. Випустила два альбоми лемківських пісень:
- 2005 — «Іде звізда чудна» — колядки та щедрівки
- 2007 — «Там під гором…г моїм ріднім краю» — лемківські народні пісні
- 2009 — альбом повстанських пісень «Буде нам з тобою що згадати»
- 2012 — «Червена ружичка»
- 2019 — волонтерський благодійний альбом «А я живий», присвячений захисникам України. Усі кошти з його реалізації ідуть на потреби бійців на передовій та у госпіталі.